# コリャーク人

コリャーク人の居住する地域

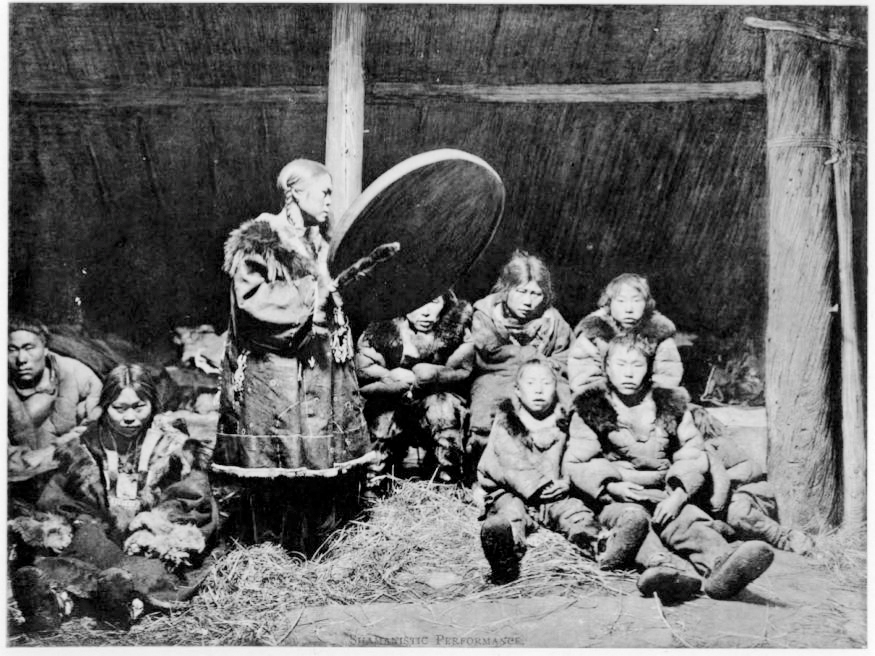
コリャークの女シャーマン（1900年ごろ）

コリャーク人（コリャークじん。もしくはコリヤーク人、コリャク人。露: коряки 英: Koryak, Koriak）は、ロシア連邦極東のカムチャツカ地方の先住民族で、ベーリング海沿岸地帯からアナディリ川流域南部およびチギリ村を南限とするカムチャツカ半島極北部にかけて居住している。体つきや生活習慣などが極めて似ているチュクチ人と同系であるほか、カムチャツカ半島のイテリメン人とはやや遠い類縁関係にある。
コリャーク人は西にエヴェン人、東にケレク人、北にチュクチ人、南はカムチャツカ半島の最狭部でアレウト人領域に隣接している。
コリャーク人はおおまかに2つの集団がある。沿岸に生活する集団は定住して漁業を営んでいるため、「村人」を意味する Nemelan（またはNymylan）と呼ばれ、トナカイ遊牧を営む内陸のコリャーク人は、放浪がちの「トナカイ長者」を意味するChauchen（またはChauchven）と呼ばれる。
コリャーク語及びその近縁語イテリメン語は、言語学的にチュクチ語に非常に近く、チュクチ・カムチャツカ語族をなす。

## 語源
「コリャーク」という語は、チュクチ・カムチャツカ語族の同族言語で、コリャーク人が「トナカイ (kor) とともにある」を意味するKorakと呼ばれていたことから来ている。Koryakという語がはじめて記録されるのは、ロシア人探検家、ステパン・クラシエニンニコフが1775年に記録したものが最初である。Korakから派生したKoryakという名前がロシアの公文書で使われるようになり、以来一般化した。

## 起源
コリャーク人の起源は未詳である。更新世後期、ユーラシア大陸と北アメリカ大陸は地続きであった。人々は現在コリャーク人が居住する地域を通ってアメリカ大陸へと渡っていったのである。氷期を通じて、人々はその地域を通って両大陸へ渡った。さまざまな民族が氷河期終焉以前に行き来し、そしてコリャークは北アメリカからシベリアへの逆移住である可能性が高いとする見解も示されている。文化と言語において、ニヴフ人とコリャーク人には類似点があるとされる。古代オホーツク人との関連性も指摘されている。

## 歴史
コリャーク人はかつて極東ロシアのより広汎な地域を移動していた。
7世紀ごろに北東アジアに存在した流鬼国の民が640年に唐に入貢した際、「自分たちの住む地より北に１ヶ月行程の先に夜叉という国がある」と伝え、その「夜叉」が古コリャーク人であるとする見解がある。ハバロフスク地方のニヴフ人居住域と重なるまでに拡大していた彼らの行動域は、エヴェン人の登場とともに、現在の地域へと限定された。1769年から1770年にかけて、コサックとの交戦と天然痘の流行のために、1700年に1万から1万1,000人いた人口は1800年には4,800人にまで減少した。ソビエト連邦政府によってコリャーク自治管区が1931年に設けられたが、2007年6月1日をもって、カムチャツカ地方に合併された。

### ロシア連邦によるウクライナ侵攻の影響
2022年2月24日に始まったロシアのウクライナ侵攻においてはロシア連邦政府は優先的に貧困層と少数民族から募兵しており、コリャークもそうした経済的徴兵の被害に遭っている。2025年8月4日には、カムチャツカ地方のソロドフ知事がTelegramにコリャークとイテリメンが多数を占める村落からの経済的徴兵を行った上、「軍事栄光の村」という称号を与え称える動画を投稿したことが独立系メディアを中心として批判を呼んだ。この動画では、カムチャツカ半島北西部に位置する人口258人（うち成人男性は67人）のセダンカ村から39人が約7500km離れたウクライナへ出兵し、少なくとも戦死5人行方不明1人の被害を出したことを報告しており、これはセダンカ村の成人男性人口の半分以上にあたる。

## 社会
おおよそ6-7家族で集団を作り、首長は支配的な主権を持たず、構成員がすべて平等である小グループといった体をなす。

## 宗教
シャーマニズムを媒介として、コリャーク人はアニミズム的信仰を持っている。コリャーク人の神話は、最初の人間でありコリャーク人の守り手である Quikil（大烏の意味） という超自然的なシャーマンを中心とした物語である。大烏の神話は、トリンギット、ツィムシャン などアメリカ北西部の海岸沿いのアメリカ先住民にも見られる。

## 環境
コリャーク人の居住域は山がちで、ほとんどが北極圏のツンドラ地帯である。オホーツク海沿岸のシェレホフ海岸の付近の南部地域には、針葉樹林がある。北部はより寒く、数種の灌木が生育するのみだが、トナカイを放牧するのに不足するほどではない。冬期の平均気温は−25℃で、短い夏には12℃になる。ロシア人侵入以前には、現代の自治管区面積にほぼ等しい、301,500平方キロメートルに及ぶ地域に居住していた。
ロシア・コサック系の大型植民地の中においては、コリャーク人は8,743人で最大の少数民族となっている。

## 遺伝子
コリャーク人男性27人を対象としたある調査では、Y染色体遺伝子はCが59.3%（27人中16人）（C2-M217の下位系統の一つであるC-M48が9/27 = 33.3％、C-RPSY4(xM48)が7/27 = 25.9％）、次いでN-Tatが22.2％（27人中6人）、P-M45(xM17, M3)が18.5％（27人中5人）である。
また、マガダン州セヴェロエヴェンスキー地区のコリャーク人男性12人を対象とした別の調査では、Y染色体ハプログループはC-M325(xM86,P39,P369)が4人（33％）、N-L392(xL550,P89,Z1936)が4人（33％）、Q-NWT1が2人（17％）、O-P201(xM7,M134)が1人（8％）、J-M241が1人（8％）観察された。

## 読書案内
- Kennan, George. Tent Life in Siberia. 1870.
- ———. "Über die Koriaken u. ihnen nähe verwandten Tchouktchen." But. Acad. Sc. St. Petersburg, xii. 99.
- Jochelson, Waldemar. The Koryak. New York: AMS, 1975.
- Jochelson, Vladimir Il'ich, and F. Boas. Religion and Myths of the Koryak Material Culture and Social Organization of the Koryak. New York: [s.n.], 1908.
- Nagayama, Yukari ed. The Magic Rope Koryak Folktale. Kyoto, Japan: ELPR, 2003.